# Papilio liomedon
Espèce
Papilio liomedon ou Machaon à bandes de Malabar est une espèce de lépidoptères (papillons) de la famille des Papilionidae. L'espèce est endémique des Ghats occidentaux, sur la côte sud-ouest de l'Inde.

## Description

### Imago
Le mâle fait entre 90 et 100 mm d'envergure et la femelle entre 100 et 110 mm d'envergure.
À l'avers les ailes antérieures sont brun-noir, saupoudrées d'écailles plus claires, et portent une bande morcelée blanche tirant sur le vert qui s'élargit vers le bord inférieur de l'aile. Les ailes postérieures sont prolongées de queues noires et portent une bande blanchâtre qui prolonge la bande des ailes antérieures, des macules submarginales de même couleur et une tâche orange marquée d'un point noir dans l'angle tornal et surmontée d'une petite macule violacée. Chez la femelle la tâche orange est d'une couleur plus vive que chez le mâle.
Au revers les ailes antérieures et postérieures portent la même bande blanche qu'à l'avers. La base des ailes est plus claire et saupoudrées d'écailles blanches et les veines sont plus visibles. Les macules submarginales des ailes postérieures sont plus grandes et rejoignent la bande blanche. Elles portent des macules noires qui elles-mêmes portent des lunules bleues, de l'orange est également présent entre les macules noires.
La tête, le thorax et l'abdomen sont noirs au-dessus, la tête et l'abdomen présentant des macules beiges, et le dessous de la tête et du corps est beige.

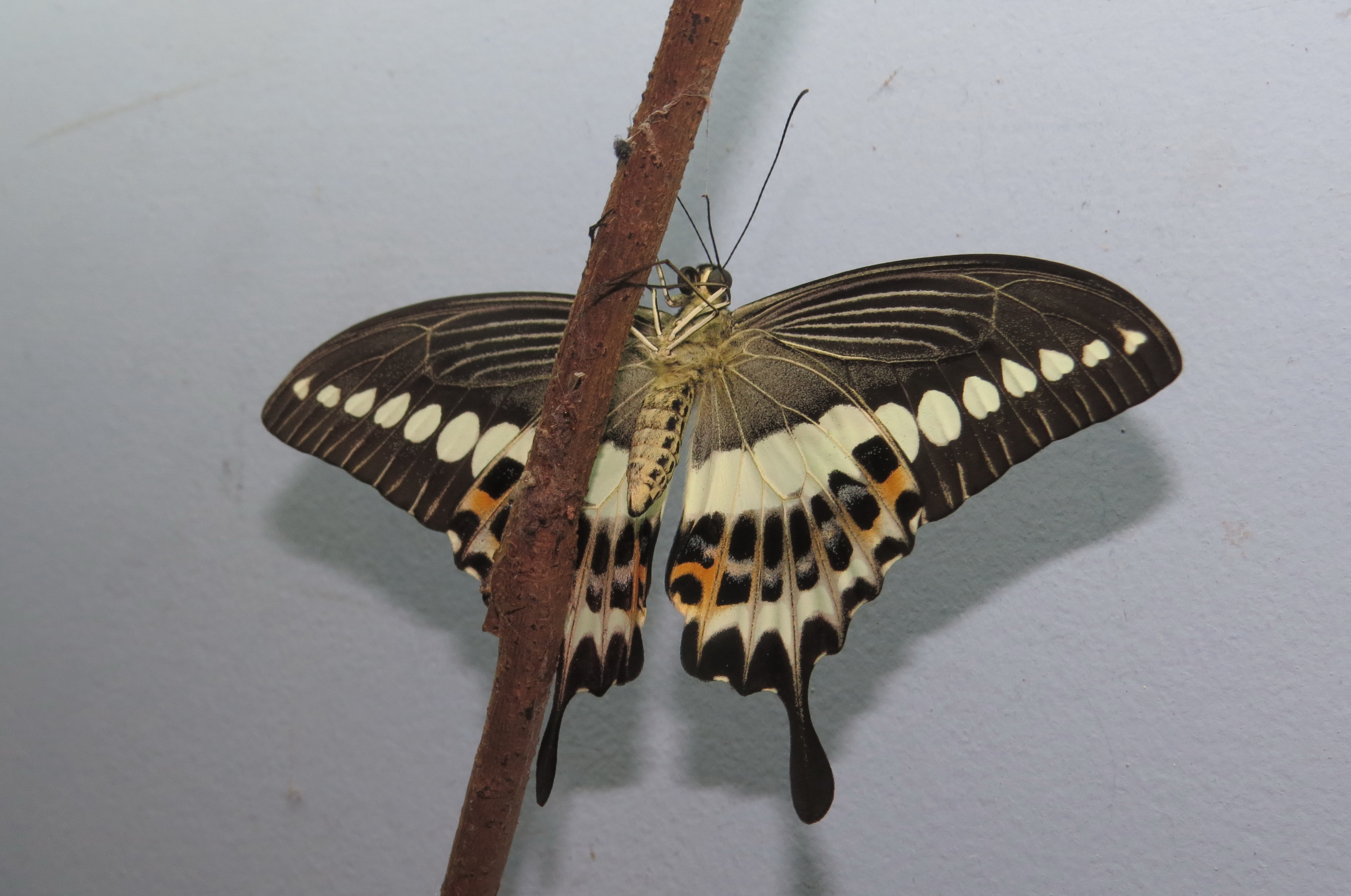
Papilio liomedon, revers
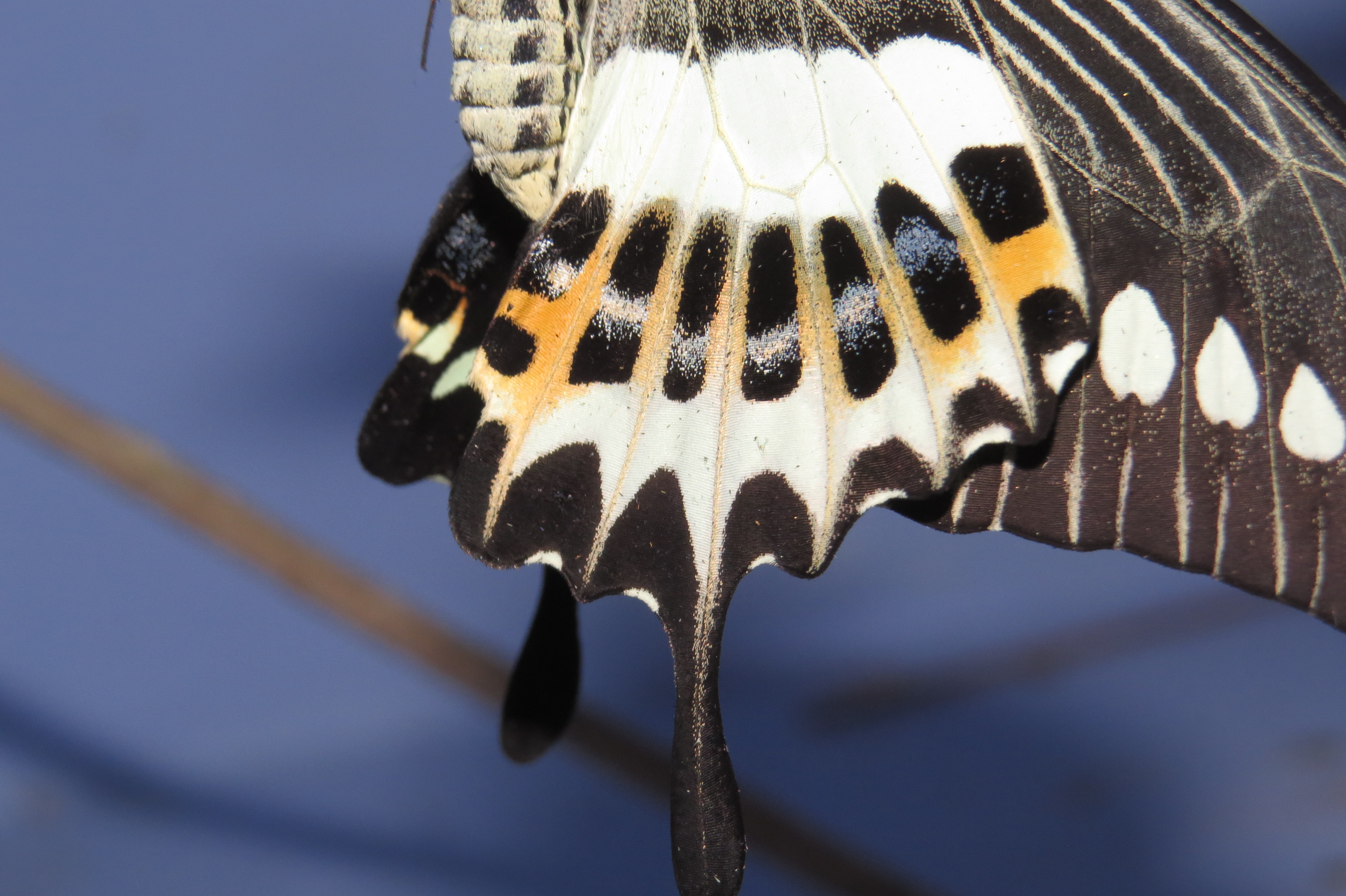
détail des ailes postérieures
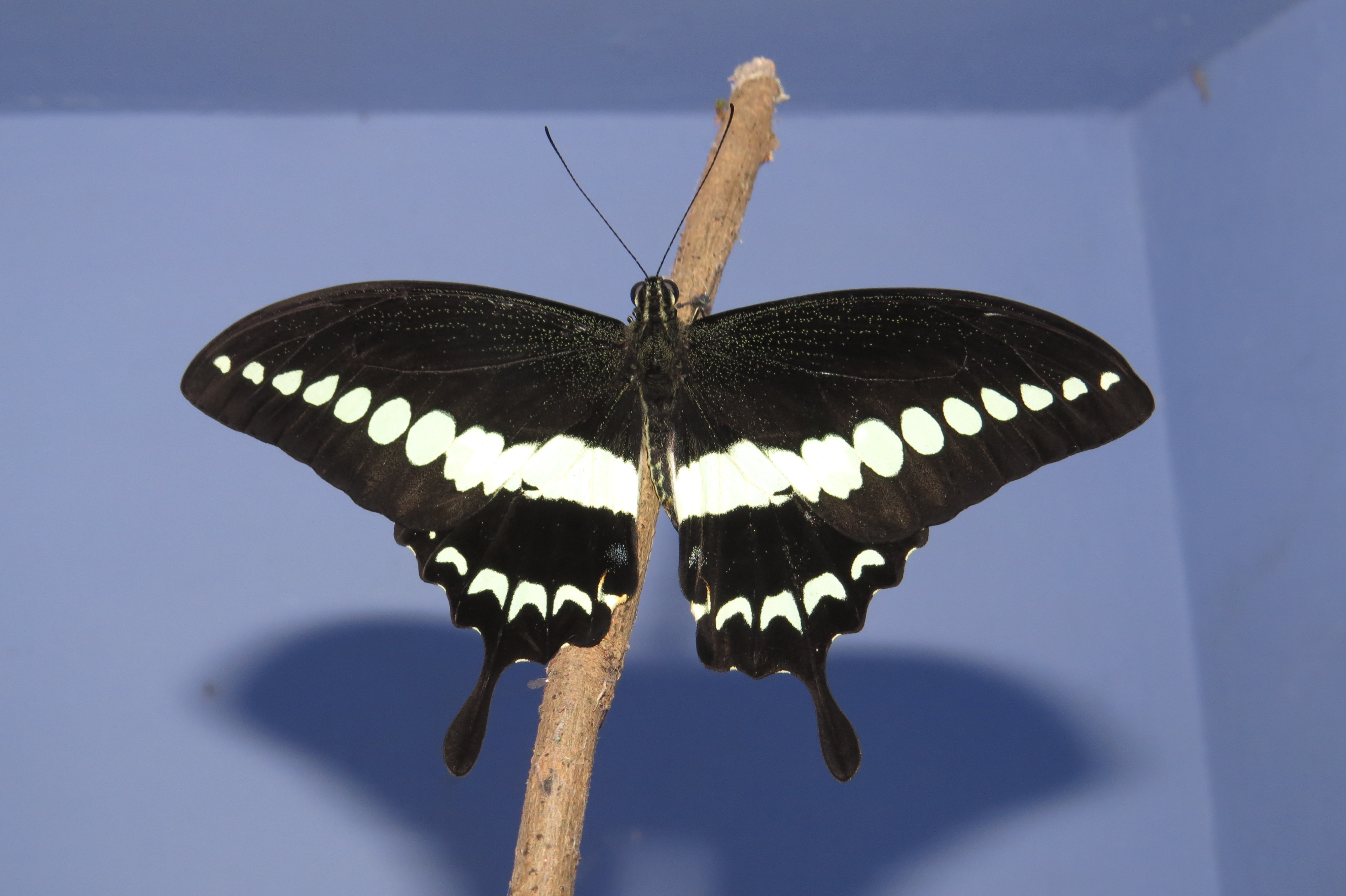
Papilio liomedon mâle

### Juvéniles
Les œufs sont sphériques et sont déposés sous forme de piles d'environ 16 œufs. Ils sont d'abord jaunes puis deviennent orange. 
Après éclosion les chenilles mesurent 3 mm de long, leur corps est orange et couvert de poils et la tête est marron. 
Au début du deuxième stade les chenilles font 9 mm de long. Les poils ont disparu, la tête devient orange, le corps devient orange foncé et porte quatre paires de courtes épines. À la fin de ce stade les chenilles atteignent 14 mm de long. 
Les chenilles muent et passent au 3ème stade le 9ème jour. Leur apparence change peu par rapport au stade précédent mais une ligne crème apparait sur le flancs. À la fin de ce stade elles atteignent 22 mm de long. 
Les chenilles passent au 4ème stade le 13ème jour. Leur corps prend une couleur olivâtre et une paire d'épine disparait. Les chenilles atteignent 30 mm de long. 
Elles passent au 5ème stade le 17ème jour. Le corps est désormais vert foncé, la tête est orange, le ventre et les pattes sont jaune d'or et il y a quatre crêtes de même couleur. Le corps est élargi au niveau des segments 3 et 4 et porte des ocelles noires de chaque côté. Le corps prend peu à peu une couleur vert brillant, qui apparaît bleuâtre à la lumière du soleil. 
La dernière mue a lieu le 20ème jour. Au début du 6ème stade les chenilles font 50 mm de long et leur apparence change peu par rapport au stade précédent. Les chenilles font 56 mm de long au moment de la nymphose.

La nymphose a lieu le 22ème jour. La chrysalide est maintenue tête en haut par une ceinture de soie. Elle est à dominante verte et jaune et porte une paire de cornes céphaliques et une protubérance en forme de griffe entre la tête et la région thoracique. Cette protubérance mesure 6 mm de long.

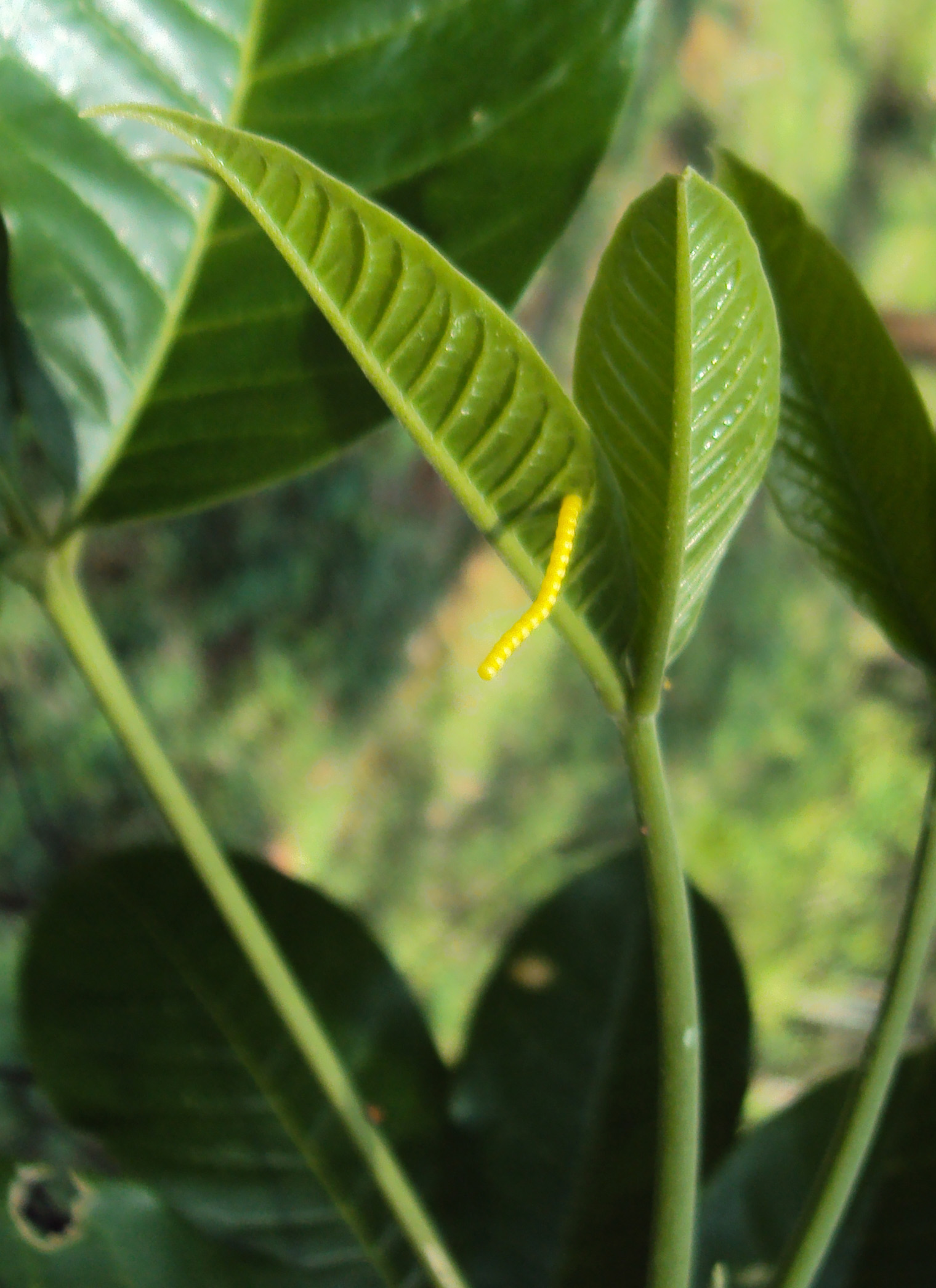
pile d'oeufs
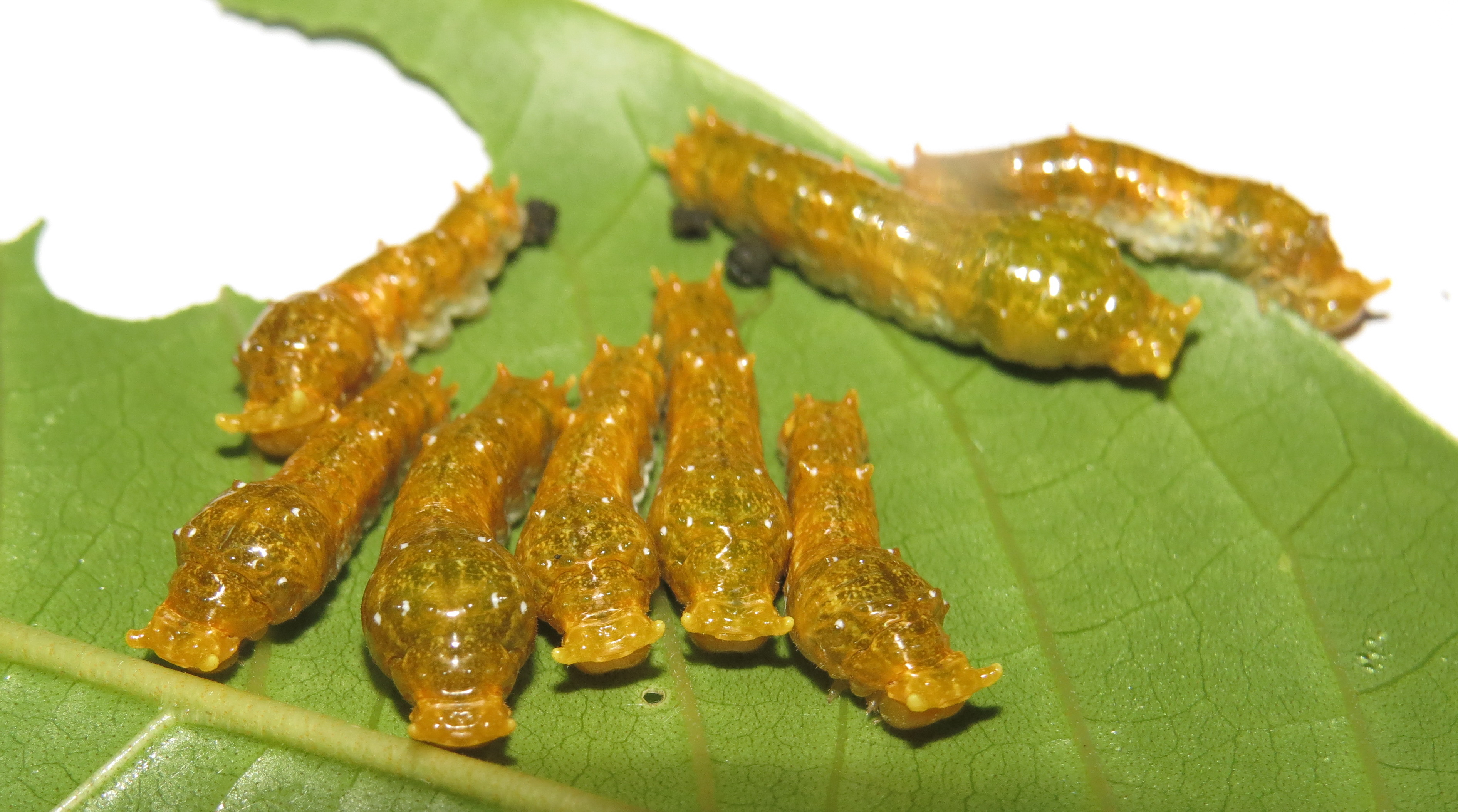
Chenilles au 3ème ou 4ème stade
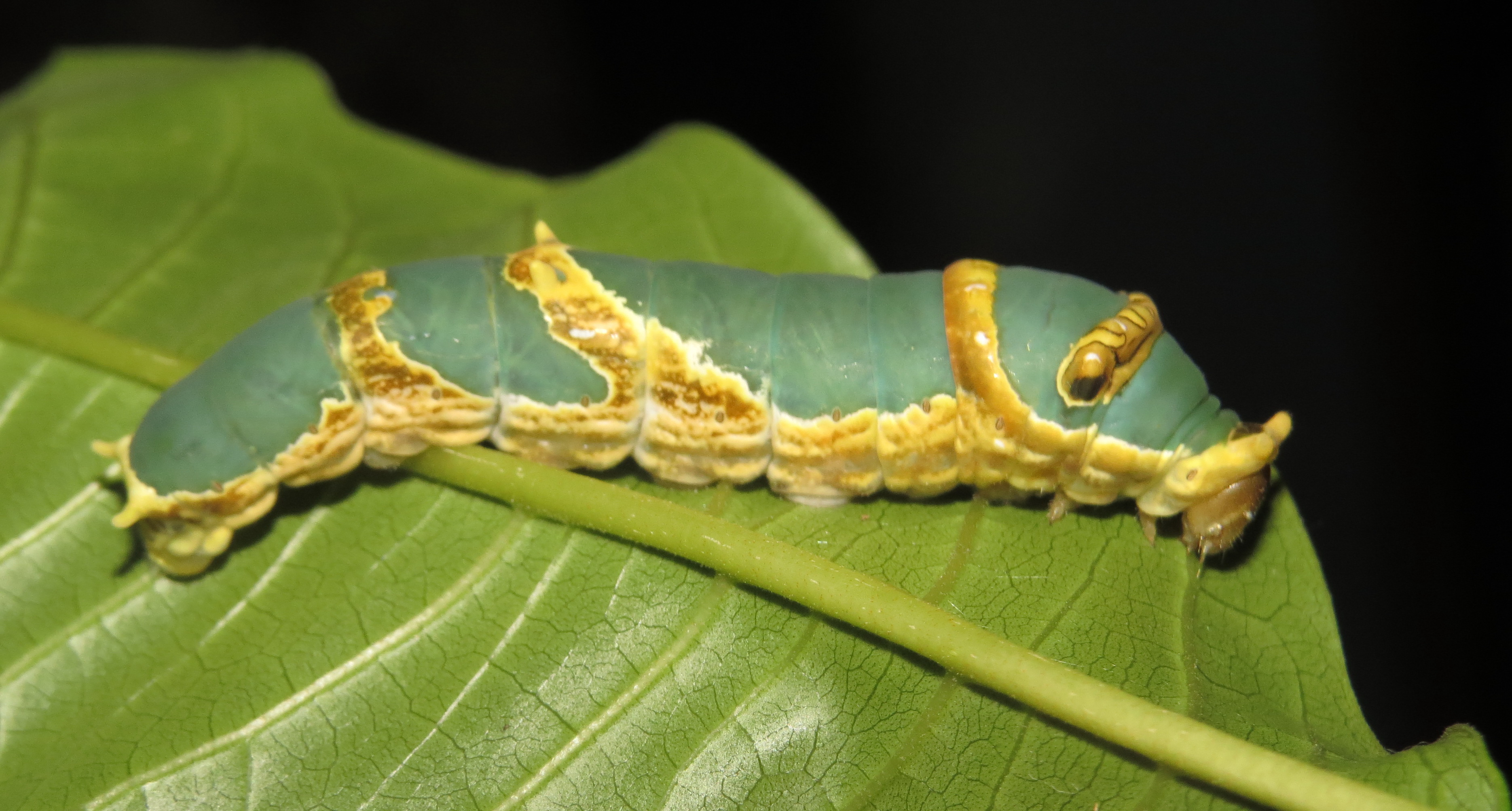
Chenilles au 5ème ou 6ème stade
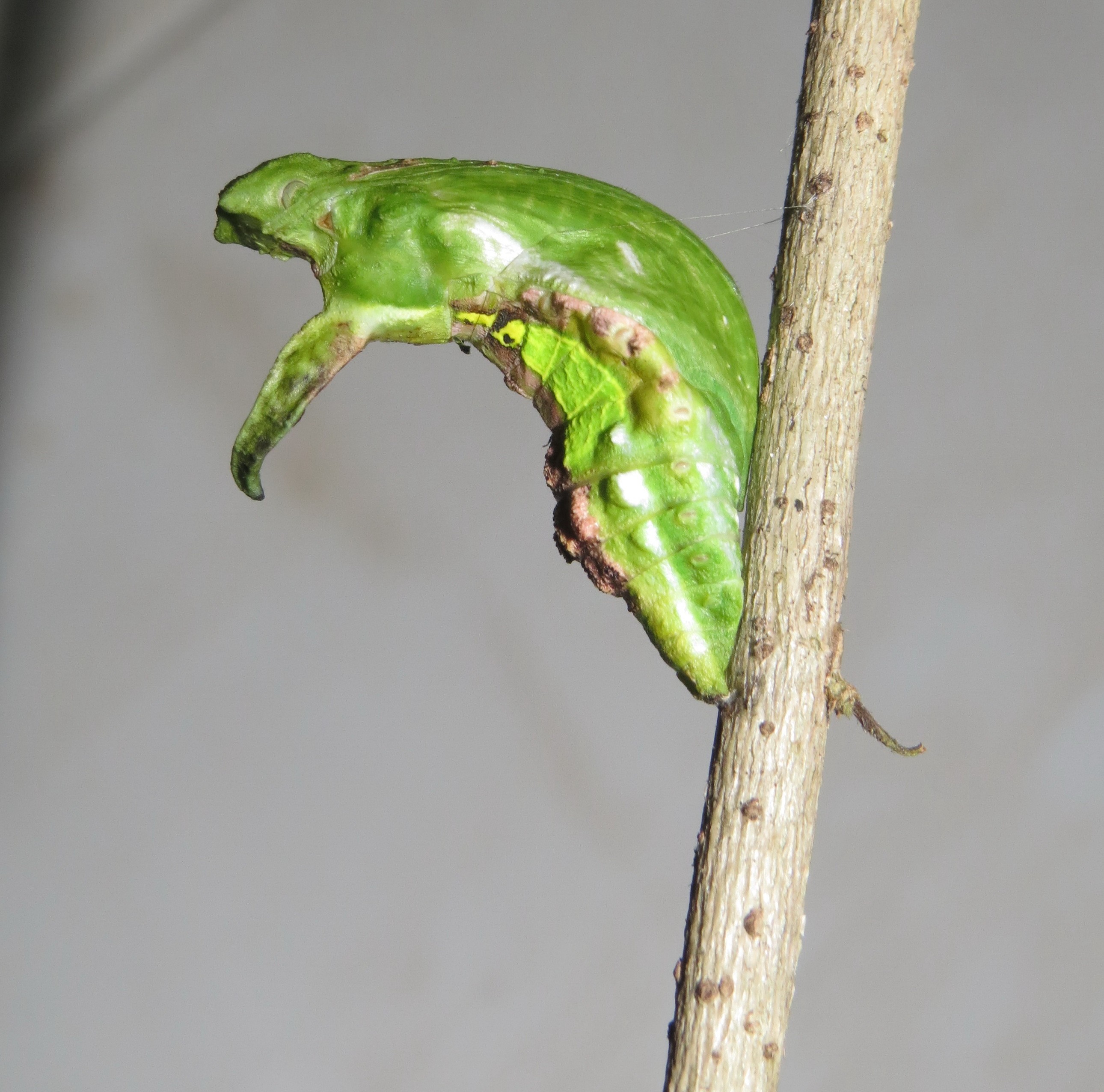
Chrysalide

## Écologie
La femelle pond ses œufs sur la plante-hôte, sous forme de pile. Les oeufs sont maintenus entre eux et sur la plante-hôte par une substance jaunâtre. Cette espèce utilise comme plante-hôte Acronychia pedunculata (synonyme de Acronychia laurifolia) et Euodia roxburghiana.
Les oeufs éclosent au bout de 5 jours. Les chenilles passent par six stades avant de se transformer en chrysalide. Elles consomment leur coquille après l'éclosion puis se nourrissent des feuilles et des pétioles de la plante-hôte. 
Comme toutes les espèces de Papilionides les chenilles possèdent derrière la tête un osmeterium, organe fourchu qu'elles déploient pour faire fuir les prédateurs.
Le stade larvaire dure 22 jours. La chrysalide est maintenue tête en haut par une ceinture de soie, comme chez les espèces proches. L'imago émerge au bout de 15 jours.

Les adultes volent haut dans les forêts denses mais sont attirés par les clairières et les pistes forestières, où poussent les fleurs dont ils consomment le nectar, Clerodendron paniculatum, Clerodendron infortunatum et Stachytrapheta indica. Il n'est pas rare de voir des adultes voler sous de fortes pluies. Les mâles sont souvent observés en train de faire du mud-puddling sur des sols humides.

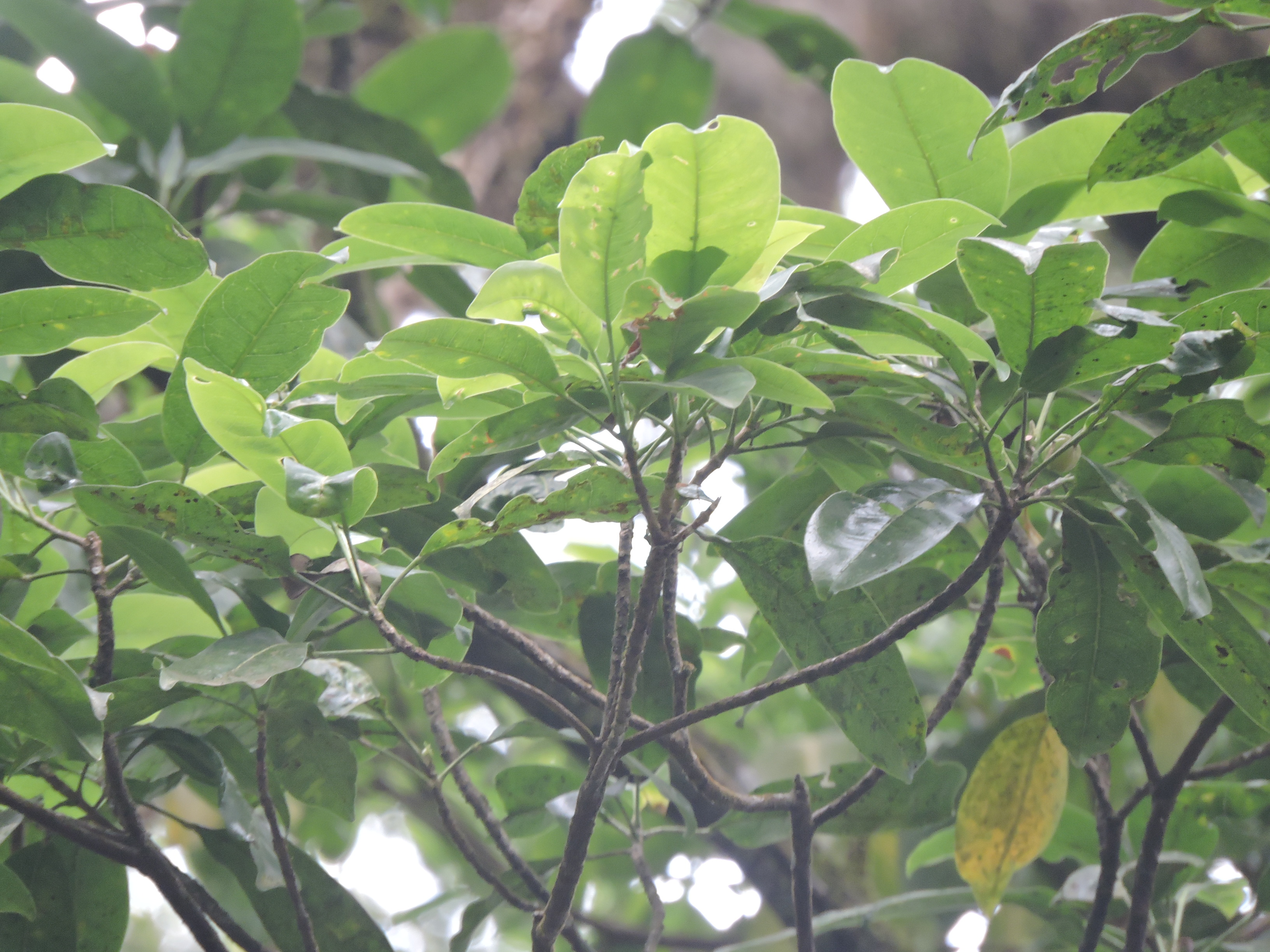
Acronychia pedunculata (plante-hôte)
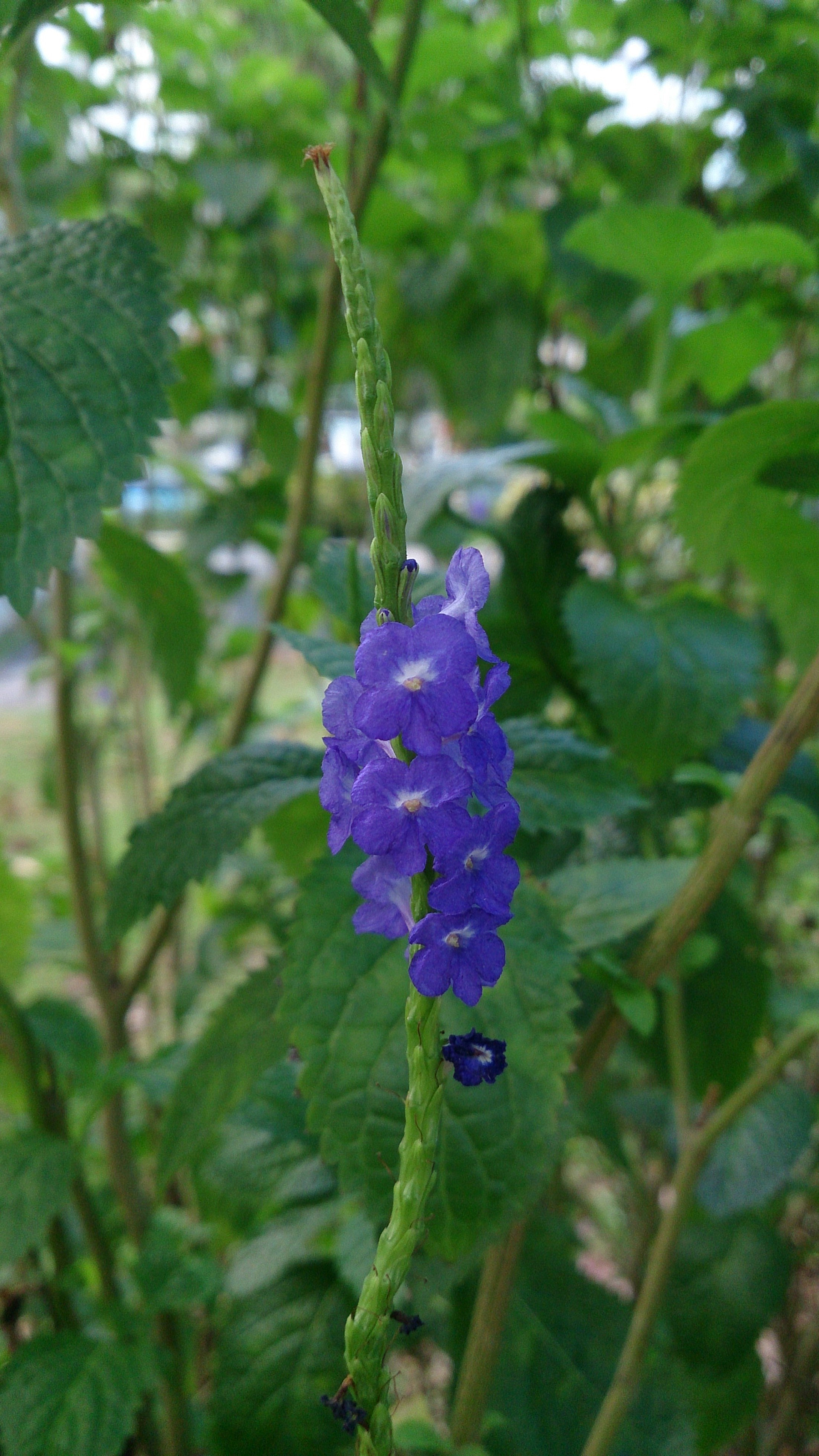
Stachytarpheta indica (plante nourricière des adultes)

## Habitat et répartition
Papilio liomedon est endémique de la chaîne des Ghats occidentaux, sur la côte sud-ouest de l'Inde. L'espèce vit dans les forêts à feuilles persistantes et semi-persistantes.

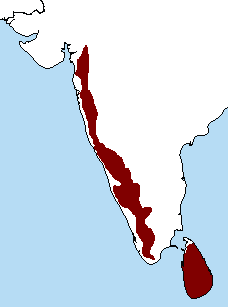
carte des Ghats occidentaux
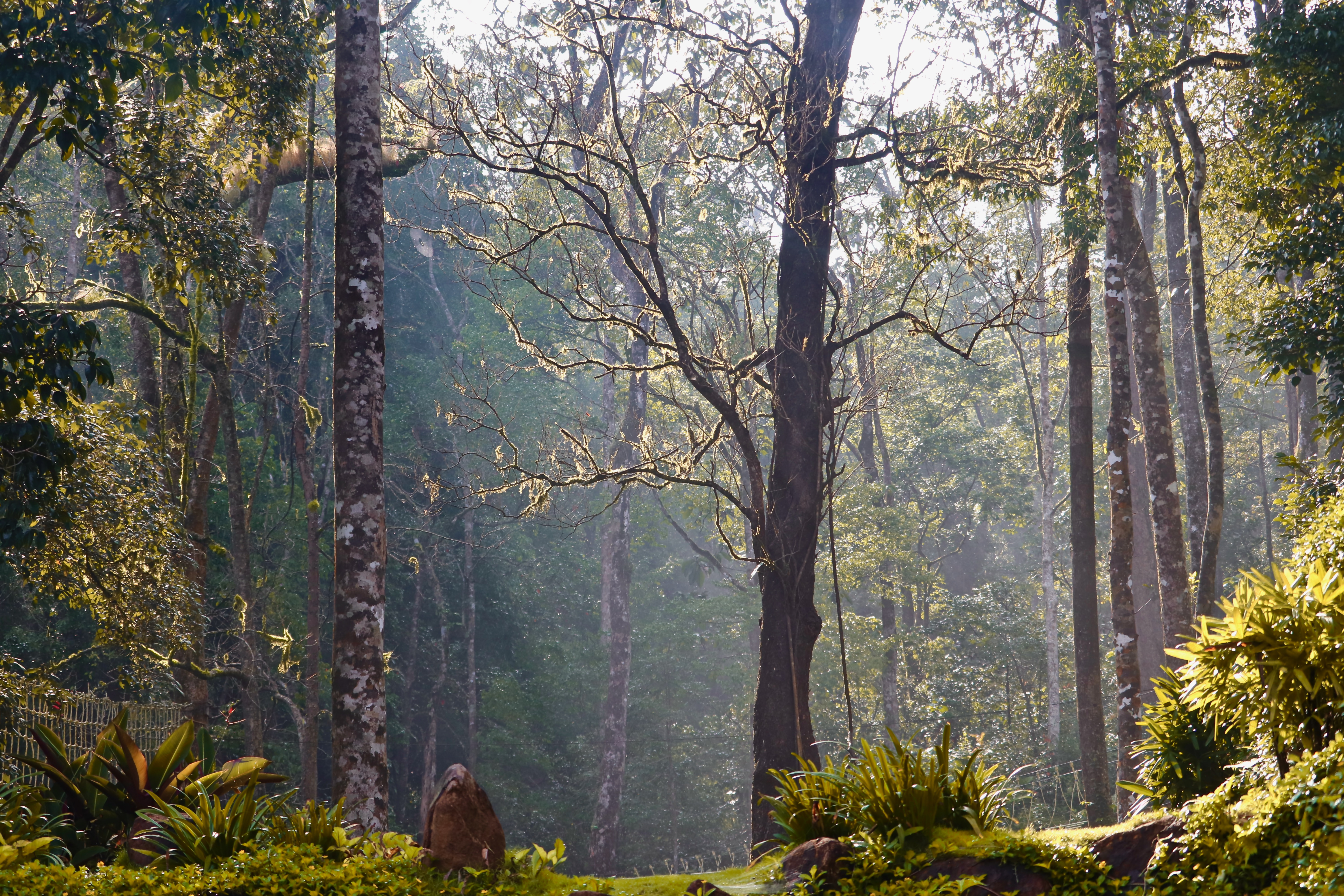
Forêt des Ghats occidentaux

## Systématique
L'espèce Papilio liomedon a été décrite pour la première fois en 1875 par l'entomologiste Frederic Moore dans Proceedings of the general meetings for scientific business of the Zoological Society of London.

## Papilio liomedonet l'Homme

### Nom vernaculaire
Papilio liomedon est appelé en anglais "Malabar Banded Swallowtail",.

### Menaces et conservation
Cette espèce n'est pas évaluée par l'UICN. Papilio liomedon est l'un des plus rares Papilionides du sous-contient indien. L'espèce est protégée par la loi indienne, il est interdit de la chasser sans autorisation